# Sextonde centralkommittén i Kinas kommunistiska parti
Den sextonde centralkommittén i Kinas kommunistiska parti var i tjänst 2002-2007. Den valde den sextonde politbyrån och höll sju plenarsammanträden. 

## Ledamöter
1. Xi Jinping (习近平)
2. Ma Kai　(马凯)
3. Ma Qizhi (马启智)
4. Ma Xiaotian (马晓天)
5. Wang Gang (王刚)
6. Wang Chen (王晨)
7. Wang Yunlong (王云龙)
8. Wang Yunkun　(王云坤)
9. Wang Taihua (王太华)
10. Wang Lequan (王乐泉)
11. Wang Zhaoguo　(王兆国)
12. Wang Zhongfu　(王众孚)
13. Wang Xudong　(王旭东)
14. Wang Qishan　(王岐山)
15. Wang Huning　(王沪宁)
16. Wang Jinshan　(王金山)
17. Wang Jianmin　(王建民)
18. Wang Shengjun　(王胜俊)
19. Wang Hongju　(王鸿举)
20. Uyunqimg (乌云其木格)
21. Deng Changyou (邓昌友)
22. Shi Yunsheng　(石云生)
23. Shi Xiushi　(石秀诗)
24. Shi Zongyuan　(石宗源)
25. Lu Zhangong　(卢展工)
26. Tian Fengshan　(田凤山)
27. Tian Chengping (田成平)
28. Tian Congming　(田聪明)
29. Bai Lichen　(白立忱)
30. Bai Zhijian (白志健)
31. Bai Keming (白克明)
32. Bai Enpei (白恩培)
33. Ismail Amat (司马义·艾买提)
34. Legqog (列确)
35. Lü Fuyuan (吕福源)
36. Hui Liangyu (回良玉)
37. Zhu Qi (朱启)
38. Qiao Qingchen　(乔清晨)
39. Hua Jianmin (华建敏)
40. Doje Cering (多吉才让)
41. Liu Jing (刘京)
42. Liu Qi (刘淇)
43. Liu Yunshan (刘云山)
44. Liu Shutian (刘书田)
45. Liu Dongdong (刘冬冬)
46. Liu Yongzhi (刘永治)
47. Liu Yandong (刘延东)
48. Liu Huaqiu (刘华秋)
49. Liu Zhijun (刘志军)
50. Liu Zhenhua (刘振华)
51. Liu Zhenwu (刘镇武)
52. Xu Yongyue (许永跃)
53. Xu Qiliang (许其亮)
54. Sun Zhiqiang (孙志强)
55. Sun Jiazheng (孙家正)
56. Mu Xinsheng (牟新生)
57. Su Rong (苏荣)
58. Du Qinglin (杜青林)
59. Li Changjiang (李长江)
60. Li Changchun (李长春)
61. Li Zhilun (李至伦)
62. LI Zhaozhuo (李兆焯)
63. Li Andong (李安东)
64. Li Keqiang (李克强)
65. Li Jinhua (李金华)
66. Li Jianguo (李建国)
67. Li Rongrong (李荣融)
68. Li Dongheng (李栋恒)
69. Li Guixian (李贵鲜)
70. Li Tielin (李铁林)
71. Li Jinai (李继耐)
72. Li Qianyuan (李乾元)
73. Li Shenglin (李盛霖)
74. Li Zhaoxing (李肇星)
75. Li Dezhu (李德洙)
76. Li Yizhong (李毅中)
77. Yang Yuanyuan (杨元元)
78. Yang Zhengwu (杨正午)
79. Yang Huaiqing (杨怀庆)
80. Yang Deqing (杨德清)
81. Xiao Yang (肖扬)
82. Wu Yi (吴仪)
83. Wu Shuangzhan (吴双战)
84. Wu Bangguo (吴邦国)
85. Wu Guanzheng (吴官正)
86. He Yong (何勇)
87. Wang Guangtao (汪光焘)
88. Wang Shucheng (汪恕诚)
89. Wang Xiaofeng (汪啸风)
90. Shen Binyi (沈滨义)
91. Song Fatang (宋法棠)
92. Song Zhaosu (宋照肃)
93. Song Defu (宋德福)
94. Chi Wanchun (迟万春)
95. Zhang Yunchuan (张云川)
96. Zhang Zhongwei (张中伟)
97. Zhang Wentai (张文台)
98. Zhang Wenkang (张文康)
99. Zhang Yutai　(张玉台)
100. Zhang Zuoji　(张左己)
101. Zhang Lichang　(张立昌)
102. Zhang Qingwei　(张庆伟)
103. Zhang Qingli (张庆黎)
104. Zhang Xuezhong　(张学忠)
105. Zhang Chunxian　(张春贤)
106. Zhang Junjiu　(张俊九)
107. Zhang Gaoli　(张高丽)
108. Zhang Weiqing　(张维庆)
109. Zhang Fusen　(张福森)
110. Zhang Dejiang　(张德江)
111. Zhang Delin　(张德邻)
112. Lu Hao　(陆浩)
113. Abdul'ahat Abdulrixit　(阿不来提·阿不都热西提)
114. Chen Yunlin　(陈云林)
115. Chen Zhili　(陈至立), f.
116. Chen Chuankuo　(陈传阔)
117. Chen Liangyu　(陈良宇)
118. Chen Jianguo　(陈建国)
119. Chen Kuiyuan　(陈奎元)
120. Chen Bingde　(陈炳德)
121. Chen Fujin　(陈福今)
122. Luo Gan　(罗干)
123. Luo Qingquan (罗清泉)
124. Ji Yunshi　(季允石)
125. Jin Renqing　(金人庆)
126. Zhou Qiang　(周强)
127. Zhou Xiaochuan　(周小川)
128. Zhou Yongkang　(周永康)
129. Zhou Shengtao　(周声涛)
130. Zhou Yuqi　(周遇奇)
131. Zheng Wantong　(郑万通)
132. Zheng Silin　(郑斯林)
133. Meng Xuenong　(孟学农)
134. Meng Jianzhu　(孟建柱)
135. Xiang Huaicheng　(项怀诚)
136. Zhao Keming　(赵可铭)
137. Zhao Leji　(赵乐际)
138. Zhao Qizheng　(赵启正)
139. Hu Jintao　(胡锦涛)
140. Niu Maosheng　(钮茂生)
141. Yu Zhengsheng　(俞正声)
142. Wen Shizhen　(闻世震)
143. Jiang Futang　(姜福堂)
144. Hong Hu　(洪虎)
145. He Guoqiang　(贺国强)
146. Yuan Weimin　(袁伟民)
147. Raidi　(热地)
148. Jia Qinglin (贾庆林)
149. Jia Zhibang　(贾治邦)
150. Jia Chunwang　(贾春旺)
151. Chai Songyue　(柴松岳)
152. Qian Yunlu　(钱运录)
153. Qian Guoliang　(钱国梁)
154. Qian Shugen　(钱树根)
155. Xu Caihou　(徐才厚)
156. Xu Kuangdi　(徐匡迪)
157. Xu Youfang　(徐有芳)
158. Xu Guangchun　(徐光春)
159. Xu Rongkai　(徐荣凯)
160. Xu Guanhua　(徐冠华)
161. Gao Siren　(高祀仁)
162. Guo Boxiong　(郭伯雄)
163. Guo Jinlong　(郭金龙)
164. Tang Tianbiao　(唐天标)
165. Tang Jiaxuan　(唐家璇)
166. Huang Ju　(黄菊)
167. Huang Huahua　(黄华华)
168. Huang Qingyi　(黄晴宜)
169. Huang Zhiquan (黄智权)
170. Huang Zhendong　(黄镇东)
171. Cao Gangchuan　(曹刚川)
172. Cao Bochun　(曹伯纯)
173. Chang Wanquan　(常万全)
174. Fu Tinggui　(符廷贵)
175. Yan Haiwang　(阎海旺)
176. Liang Guanglie　(梁光烈)
177. Sui Mingtai　(隋明太)
178. Ge Zhenfeng　(葛振峰)
179. Han Zheng　(韩正)
180. Chu Bo　(储波)
181. Zeng Qinghong (曾庆红)
182. Zeng Peiyan　(曾培炎)
183. Wen Zongren　(温宗仁)
184. Wen Jiabao　(温家宝)
185. Pu Haiqing　(蒲海清)
186. Meng Jinxi　(蒙进喜)
187. Lei Mingqiu　(雷鸣球）
188. Yu Yunyao　(虞云耀)
189. Lu Yongxiang　(路甬祥)
190. Xie Zhenhua　(解振华)
191. Jing Zhiyuan　(靖志远)
192. Liao Hui　(廖晖)
193. Liao Xilong　(廖锡龙)
194. Teng Wensheng　(滕文生)
195. Bo Xilai　(薄熙来)
196. Dai Bingguo　(戴秉国), Tujia
197. Dai Xianglong　(戴相龙)
198. Wei Liqun　(魏礼群)